# Російсько-японська угода (1907)
Російсько-японська угода із загальнополітичних питань – договір, підписаний в Санкт-Петербурзі  17 (30) липня 1907 А. П. Ізвольским з боку Росії й Ітіро Мотоно з боку Японії. Складалась з 2 частин – гласної конвенції і секретного договору (опублікований лише після Жовтневої революції 1917 р.).
В конвенції сторони зобов'язувалися поважати територіальну цілісність обох країн і усі права, що випливають з існуючих між ними договорів; проголошувалося також, що Японія і Росія визнають незалежність і цілісність території Китаю і принцип загальної рівноправності стосовно торгівлі і промисловості всіх держав в цій країні.
Секретна ж частина фіксувала розділ Північно-Східного Китаю (Маньчжурії) на російську (північну) і японську (південну) сфери впливу і встановлювала демаркаційну лінію між ними. Японія зобов'язувалася не отримувати залізничних і телеграфних концесій у російській зоні, Росія – у японській.
За ст. 2 секретного договору Росія визнавала всі договори і домовленості, які були укладені між Японією і Кореєю та зобов'язувалася не перешкоджати розвитку відносин між Японією і Кореєю. В свою чергу Росії надавався режим найбільшого сприяння в Кореї. Японія згідно зі ст. 3 визнавала наявність спеціальних інтересів Росії в Зовнішній Монголії і зобов'язувалася «утримуватися від усякого втручання, здатного завдати шкоди цим інтересам». Угода мала гарантувати Антанті збереження статус-кво на Далекому Сході і зв'язати її з англо-японським блоком. Воно убезпечувало Росію від захоплення її далекосхідних володінь Японією і проникнення японців у сферу інтересів царської Росії – Північну Маньчжурію і відкривало можливість зближення обох країн.